# Cmentarz parafialny w Chodzieży
Cmentarz parafialny w Chodzieży – cmentarz parafii św. Floriana, zlokalizowany na wzgórzu w Chodzieży (województwo wielkopolskie) przy ulicy Władysława Jagiełły (droga krajowa nr 11), po zachodniej stronie miasta. Cmentarz wpisany jest do gminnej ewidencji zabytków pod numerem 26.

## Pochówki
Na cmentarzu pochowane jest około 7 tysięcy osób. Ulokowano tutaj m.in. mogiłę poległych w 1919 powstańców wielkopolskich (projektu Magdaleny Baranowskiej), a także pochowano ponad 90 nieznanych osób, których szczątki wykopane zostały podczas budowy centrum handlowego Stary Browar w Poznaniu (teren dawnego cmentarza protestanckiego), w tym szczątki, które przejściowo znajdowały się w parku pałacowym w Rogalinie i zostały znalezione w pryzmie ziemi przytransportowanej z wykopu pod Stary Browar.

## Mogiła powstańców wielkopolskich

### Mogiła z 2019
W granitowej mogile powstańców wielkopolskich z dużym czarnym krzyżem (wymiary: 225 cm x 335 cm x 173 cm) spoczywają: Józef Raczkowski, Stanisław Wojcieszyk, Stefan Pacholski, Wincenty Królak, Roman Kierstein, Franciszek Bednarek (polegli w styczniu 1919 pod Chodzieżą). Pierwszy grób wzniesiono tu w 1923, a obecny pomnik pochodzi z 2019. Na płycie grobu umieszczony jest trzypalnikowy znicz, jak również metalowy Wielkopolski Krzyż Powstańczy. Na krzyżu grobowym przymocowano metalowe odznaczenie Virtuti Militari.

### Mogiła z 1923
Centralną częścią poprzedniego nagrobka (stojącego do 2019) był element z bloków granitowych na podstawie, którego centralną częścią była metalowa płyta z inskrypcją. Po lewej stronie płyty z inskrypcją posadowiono metalowe odznaczenie Virtuti Militari, natomiast po prawej Wielkopolski Krzyż Powstańczy.